# My Beautiful Laundrette
Mit smukke vaskeri (eng: My Beautiful Laundrette) er en britisk film fra 1985, skrevet af Hanif Kureishi og instrueret af Stephen Frears. Filmens modtog en oscarnominering for bedste manuskript, men tabte til Woody Allens Hannah og hendes søstre.

## Medvirkende
- Gordon Warnecke - (Omar Ali)
- Daniel Day-Lewis - (Johnny)
- Saeed Jaffrey - (Nasser Ali)
- Roshan Seth - (Hussein Ali)
- Derrick Branche - (Salim N. Ali)
- Rita Wolf - (Tania N. Ali)
- Souad Faress - (Cherry N. Ali)
- Richard Graham - (Genghis)
- Shirley Anne Field - (Rachel)
- Stephen Marcus - (Moose)